# 시그마 알드리치
시그마 알드리치(Sigma-Aldrich)는 2015년부터 독일의 머크 그룹이 소유중인 미국의 생명, 화학 기업이다. 여러 정밀화학물질과 생화학 물질을 판매하고 있다.